# Хартмут IV фон Кронберг
Хартмут IV фон Кронберг (на немски: Hartmut IV von Kronberg/Hartmud IV von Cronberg; † сл. 1300) е рицар от род Кронберг с резиденция в замък Кронберг в Таунус над днешния град Кронберг в Хесен.

## Произход и управление
Той е син рицар Хартмут III фон Кронберг († сл. 1287), основателят на клон Кронберг. Внук е на рицар Хартмут II фон Ешборн († 1253). Брат е на Ебервин фон Кронберг († 1303/1308), епископ на Вормс (1299 – 1303).
Хартмут IV получава през 1330 г. от император Лудвиг IV Баварски градските права за селището на замъка и има право да го обгради със стена.
Рицарският род фон Кронберг изчезва през 1704 г.

## Деца
Хартмут IV фон Кронберг се жени за Маргарета маршал фон Валдек, дъщеря на граф Ото I фон Валдек († 1305) и ландграфиня София фон Хесен († 1331). Те имат три деца:
- Хартмут V Кронберг († 1334), бургграф на Щаркенбург, женен I. за Маргарета Холдербаумер († 4 юли 1332); II. на 21 март 1334 г. за Елизабет фон Вайнсберг († 1351/1368)
- Хартман фон Кронберг († 24 септември 1372), женен I. за Маргарета фон Хепенхайм († 4 юли 1334), II. за Елизабет фон Щраленберг († 5 февруари 1338), дъщеря на Конрад III фон Щраленберг
- Юта фон Кронберг († сл. 1340), омъжена за рицар Хайнрих II фон Хатщайн († сл. 1341)